# Friedrich Weinbrenner
Friedrich Weinbrenner (ur. 24 listopada 1766 w Karlsruhe, zm. 1 marca 1826 tamże) – niemiecki architekt i urbanista tworzący w stylu klasycystycznym, długoletni architekt miejski w Karlsruhe. Wywarł znaczny wpływ na architekturę Badenii w 1. poł. XIX wieku, podobnie jak Schinkel w Prusach.

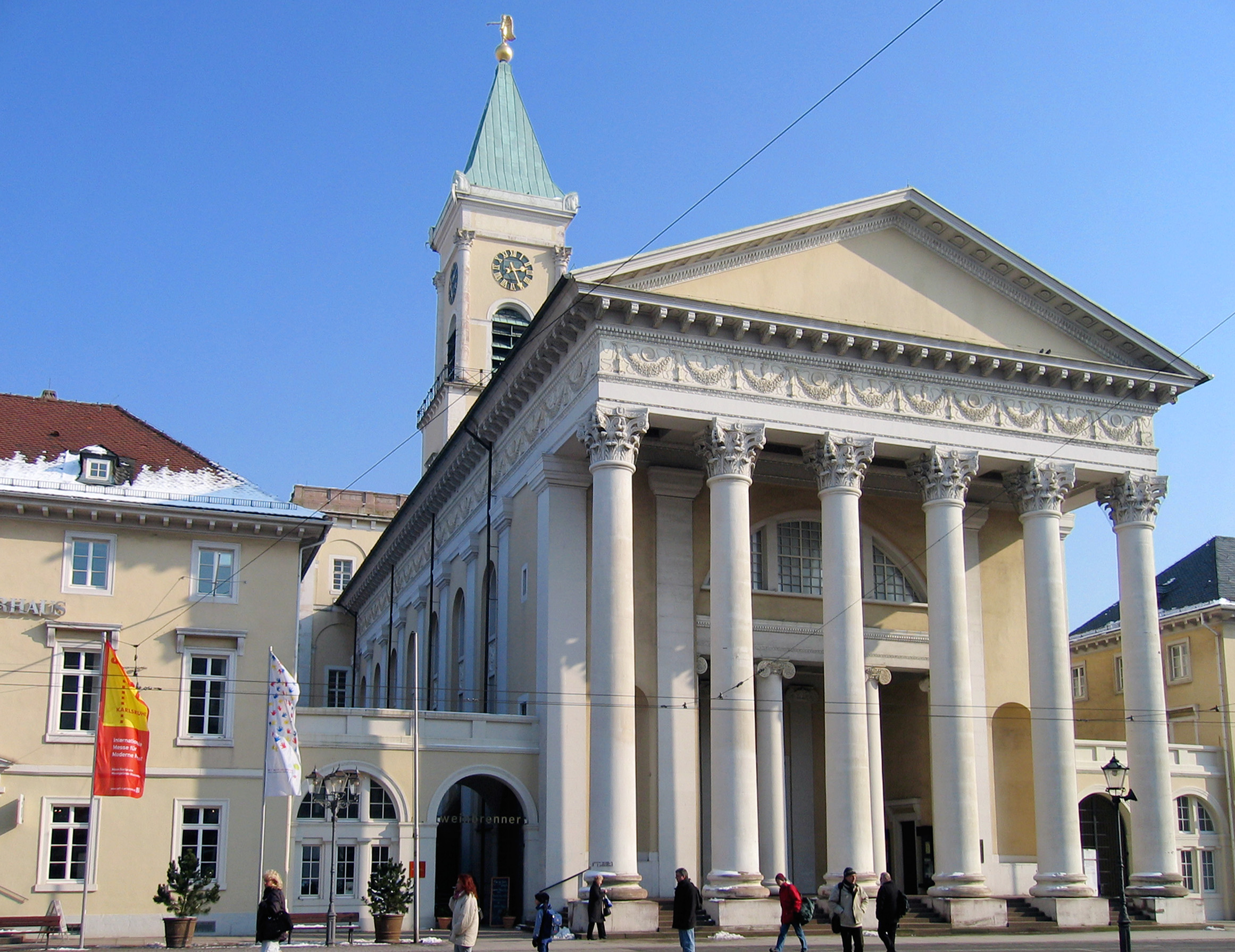
F. Weinbrenner: Kościół miejski w Karlsruhe

## Główne dzieła w Karlsruhe
- klasycystyczne założenie urbanistyczne Rynku i Via Triumphalis z pomnikami i fontannami, w tym piramidą grobową Karola Wilhelma – 1801–1825,
- kościół miejski – ewangelicki, 1807–1816,
- kościół św. Stefana – katolicki, 1808–1814,
- ratusz – 1821–1825,
- mennica – 1826–1827,
- kamienice mieszczańskie i dom własny